# SuperLeone - Cio'...Los...Tress
SuperLeone - Cio'...Los...Tress è un album di Leone Di Lernia uscito nel 1997. L'album è suddiviso in 12 brani.

## Tracce
1. Day By Day (Tu sei gay) - 3:52 (M. Moroldo-F. Marchetti-M. Moroldo-N. Aarts)
2. Obsession (Ti ritiri tu) - 3:40 (T. Verde-Marascia-Kortezman)
3. Cio'...Los...Tress - 3:47 (D. Ceglie-Names-Di Lernia)
4. Uh, la la la (Ue' baccala') - 4:06 (R. Zanetti-A. Aquilani)
5. Fiesta Flamenka (Pronto son papa') - 3:02 (P. Verlanzi-P. Landro)
6. Fesso (ca' nisciuno è fesso) - 4:53 (D. Ceglie-Names-Di Lernia)
7. Bailando (Magnando) - 3:53 (P. Samoy-L. Rigaux-M.I. Garcia Asensio)
8. Quando quando quando - 3:44 (T. Renis-A. Testa)
9. El benzinero - 3:22 (D. Ceglie-Names-Di Lernia)
10. 2 The Night (Levati la giacchetta) - 4:05 (O. Liebert)
11. Around the World (La roba tua) - 3:14 (T. Bangalter-G.M. De Homem Christo)
12. Tic Tic Tac (Tric Tric Trac) - 3:49 (Braulino Lima)